# Snyder (Oklahoma)
Snyder is een plaats (city) in de Amerikaanse staat Oklahoma, en valt bestuurlijk gezien onder Kiowa County.

## Demografie
Bij de volkstelling in 2000 werd het aantal inwoners vastgesteld op 1509.
In 2006 is het aantal inwoners door het United States Census Bureau geschat op 1439, een daling van 70 (-4,6%).

## Geografie
Volgens het United States Census Bureau beslaat de plaats een oppervlakte van
3,3 km², geheel bestaande uit land. Snyder ligt op ongeveer 421 m boven zeeniveau.

## Plaatsen in de nabije omgeving
De onderstaande figuur toont nabijgelegen plaatsen in een straal van 24 km rond Snyder.